# Variant (biologia)
En microbiologia i virologia, el terme variant genètica o, senzillament, variant s'utilitza per descriure un subtipus d'un microorganisme que és genèticament diferent d'una soca principal, però que no és prou diferent per ser denominada soca diferent. Una distinció similar es fa en botànica entre diferents varietats cultivades d'una espècie de planta, anomenades cultivars.